# Anthonie Heinsius

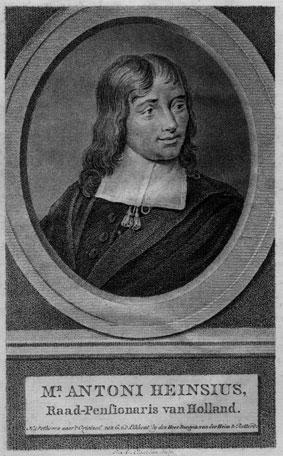
Anthonie Heinsius.

Anthonij eller Anthonie Heinsius, född 22 november 1641 i Delft, död 3 augusti 1720, var en nederländsk statsman.
Heinsius var från 1679 rådspensionär i Delft och tillhörde det aristokratiska eller fransksinnade partiet där, men under en diplomatisk beskickning till Versailles 1681 retades han av franska hovets övermod och blev en hängiven anhängare av Vilhelm av Oranien. 
Sedan Heinsius 1689 valts till rådspensionär av Holland, ledde han republikens styrelse i full överensstämmelse med arvståthållarens önskningar och var under dennes livstid hans ypperste hjälpare. Efter Vilhelms död (1702) ställd i brännpunkten av Europas politiska liv, fullföljde Heinsius ihärdigt dennes planer.
Han bildade jämte Marlborough och prins Eugen det s. k. triumviratet, som ledde de mot Frankrike förbundna makternas politik i spanska tronföljdskriget. 1706 avvisade han Ludvig XIV:s anbud om särskild fred med Holland, och även 1709 bidrog han genom hårda villkors uppställande att hindra fredsslut. 
Hollands vinster av freden i Utrecht (1713), en fästningsbarriär i österrikiska Nederländerna och en fördelaktig handelstraktat med Frankrike, motsvarade inte den nederländska statsskuldens ofantliga tillväxt och de förluster, som handeln lidit under kriget. Omvald vart femte år, förblev Heinsius Hollands förste ämbetsman till sin död. 
Hans politiska korrespondens har utgivits av H.J. van der Heim, Het archief van den raadpensionaris A. H. (3 band, 1867-80).